# 오노에 쇼로쿠 (2대)
2대 오노에 쇼로쿠(일본어: 二代目 尾上松緑, 1913년 3월 28일 ~ 1989년 6월 25일)은 일본의 영화, 드라마, 가부키 배우로 본명은 후지마 유타카(일본어: 藤間豊)이다.
아버지는 유명 가부키 배우 7대 마츠모토 코시로, 맏형은 11대 이치카와 단주로, 작은형은 초대 마츠모토 하쿠오로 도쿄시 출신으로 어린 나이부터 가부키 활동을 하며 제국극장에서도 활약하였다. 태평양 전쟁이 발발하자 중국 전선에서 참전하였으나, 종전 후 귀국하여 다시 가부키 활동을 하였다.
이후로 텔레비전 드라마에도 진출, 1963년 NHK 대하드라마의 첫 작품 《꽃의 생애》에서 주인공 이이 나오스케 역을 맡는등, 대하드라마의 첫 주연으로 이름을 남기게 되었다.
1989년 6월 25일, 도쿄의 자택에서 76세의 나이로 사망하였다.